# ルージュの伝言
『ルージュの伝言』（ルージュのでんごん）は、荒井由実（現：松任谷由実）の5枚目のシングル。1975年2月20日に東芝EMIからリリースされた。規格品番：ETP-20107。
1989年12月21日にアルファレコードよりCDシングルとして再リリースされた。

## 解説
同年6月20日に発売された3枚目のオリジナルアルバム『COBALT HOUR』のA面5曲目（CDでは5曲目）に収録されている。なお、1983年1月31日、角川書店から発売された松任谷由実の自伝のタイトルも『ルージュの伝言』である。矢沢永吉の最初の妻との夫婦喧嘩をモデルに歌詞が書かれた。楽曲がリリースされた前年1974年9月に、ユーミンと矢沢が当時在籍したキャロル、サディスティック・ミカ・バンド、オフコース、BUZZの5組でツアーを回った際に、ユーミンと矢沢は意気投合したといわれる。
1989年に公開されたジブリ映画『魔女の宅急便』のオープニングテーマソングに使用されており、「アニメソング」「ジブリソング」としてカバーされることも多い。また、同作のエンディングテーマは同じく松任谷の「やさしさに包まれたなら」である。
表題曲にはコーラスとして山下達郎、吉田美奈子、大貫妙子が参加している。編曲を担当した松任谷正隆は、「ツアーバンドのメンバーたちに『たまにはレコーディングに参加させて欲しい』という要求が出され、OKしたものの、演奏のクオリティはいつもと比べると劣ってたので、手ごたえがなかったものになった。その後、ストリングスを加えるといったこともしたが、感覚としては60点という出来で、このままレコードにはできないと思った。その後、山下（達郎）は（吉田）美奈子とター坊（大貫さん）と伊集加代子さんを集めてコーラスをつくってくれた。あれで抜群のアメリカン・ポップになりました。だから、『ルージュの伝言』に関しては、山下の力がすごく大きい。結果的に由実さんのポップ・シンガー路線を開拓してくれた」と、山下への賛辞を述べている。
1992年9月21日発売の「YUMING COLLECTION」（規格品番：ALCA-375〜377）にオリジナル・カラオケが収録、発売されたが、元来ドラムスのフェイド・インで始まるのに対し発売されたオリジナル・カラオケではイントロが編集でカットされ、2小節分のみが収録されている。
「何もきかないで」は、ヘ長調のミドルロッカバラード。4⁄4拍子で記譜すると三連符を多用せねばならないため、12⁄8拍子で記譜されることもある。
オリコンチャートの登場週数は16週、チャート最高順位は週間45位、累計6.9万枚のセールスを記録した。
2010年にはサントリーウーロン茶プレミアムクリアのCMソングに使用された。
2013年にはサントリーオールフリーのCMソングに使用された。
2019年にはロッテガーナチョコレート「今日も赤チョコよろしくね篇」のCMソングに使用された。
2020年には福助『満足』のCMソングに使用された。
2022年には映画『すずめの戸締まり』(新海誠監督)の挿入歌に使用された。

## 収録曲
- Side A ： ルージュの伝言 -Lipstick Message-[14]
- Side B ： 何もきかないで -Don't Ask Me Anything-
- 作詞・作曲：荒井由実 編曲：松任谷正隆

## 参加ミュージシャン
- 平野融 - ベース
- 大野久雄 - ギター
- 平野肇 - ドラムス
- 吉原真紀子 - キーボード
- 山下達郎、大貫妙子、吉田美奈子、伊集加代子 - コーラス[6]

## カバー
ルージュの伝言
- 1975年 - 岡崎友紀（アルバム『私の好きな歌』収録）
- 1976年 - 手塚さとみ（アルバム『15才の肖像』収録）
- 1982年 - 川島なお美（アルバム『ハロー!』収録）
- 1987年 - 高井麻巳子（ライブビデオ『First Concert DO・RA・MA』収録）
- 1990年 - A.S.A.P.（アルバム『GRADUATION』収録）
- 1991年 - キャロル・セラ（アルバム『MESSAGE EN ROUGE』収録）
- 1991年 - ベベウ・ジルベルト（アルバム『海を見ていた午後』収録）
- 2007年 - 松澤由美（アルバム『アニカペラ』収録）
- 2008年 - セマ（アルバム『アカペラジブリ』収録）
- 2008年 - DE DE MOUSE（ミニアルバム『DOWN TOWN』収録）
- 2008年 - aya（オムニバスアルバム『ジブリ my sweet』収録）
- 2008年 - つじあやの（アルバム『COVER GIRL2』収録）
- 2009年 - Dizzi Mystica feat.CAMRY（オムニバスアルバム『R25 SPEED アニメトランス BEST 3』収録）
- 2009年 - ダウト（アルバム『登龍門』収録）
- 2010年 - 田代さやか×真保☆タイディスコ（オムニバスアルバム『キラキラ 魔女ッ娘 Cluv』収録）
- 2010年 - こやまきみこ（オムニバスアルバム『オオカミさんと七人の仲間たち オトギソングス BEST10』収録）
- 2010年 - メイヤ（アルバム『アニメイヤ〜ジブリ・ソングス』収録）
- 2010年 - 原由実、沼倉愛美、今井麻美 （アルバム『THE IDOLM@STER STATION!!! SECOND TRAVEL 〜Seaside Date〜』収録）
- 2011年 - 竹仲絵里（アルバム『記憶の森のジブリ』収録）
- 2011年 - 沢城みゆき（『デュラララ!! vol.12 カバーソングコレクション』 収録）
- 2011年 - 柴咲コウ（アルバム『CIRCLE CYCLE』収録）
- 2011年 - 奇妙礼太郎トラベルスイング楽団（オムニバスアルバム『VELVET SONGS』収録）
- 2011年 - Dr.Production（アルバム『LOVE SONG FOR YOU 2』収録）
- 2011年 - THE BOHEMIANS（オムニバスアルバム『果てしなきグラムロック歌謡の世界』収録）
- 2012年 - Imaginary Flying Machines（トリビュートアルバム『Princess Ghibli II』収録）
- 2013年 - かせきさいだぁ (アルバム『かせきさいだぁのアニソング!! バケイション!』収録)
  - なお、2010年にはプロ野球・日本ハムの応援歌（替え歌のクライマックスソング）として使われた。

- 2013年 - 美吉田月 (アルバム「Ska Flowers LoversジブリSongs」収録)
- 2018年 - 島津亜矢（アルバム『SINGER 5』収録）
- 2019年 - まちだガールズクワイア（アルバム『MGC CLASSICS Vol.2』収録）
- 2019年 - 西田あい（アルバム『アイランド・ソングス　～私の好きな愛の唄～』収録）
- 2023年 - The Biscats (アルバム『J-BOP SUMMER』収録）
- 2023年 - 木村カエラ (トリビュートアルバム『ジブリをうたう』収録)
- 2024年 - 百生吟子（櫻井陽菜）(ゲーム『Link!Like!ラブライブ!』収録)

何もきかないで
- 1975年 - 岡崎友紀（アルバム『私の好きな歌』収録）
- 1991年 - ベベウ・ジルベルト（アルバム『海を見ていた午後』収録）

## テレビドラマ
1991年4月3日から9月25日にTBSで深夜に放送されたドラマ『ルージュの伝言』は、松任谷由実の楽曲26曲について、それぞれ曲のイメージから脚本を書き、ドラマ化したものである。半分ほどを森一弘が演出。23分程度の一話完結。

### サブタイトル
（I）（II）は収録VHSビデオソフトの巻
- VOL.1「ガールフレンズ」（4月3日放送）（II）
  - 脚本：小松江里子
  - 出演：松下由樹、橘ゆかり、五島悦子ほか
- VOL.2「天国のドア」（4月10日放送）
  - 脚本：君塚良一
  - 出演：国生さゆり、岩本多代、豊原功補、中山仁ほか
- VOL.3「卒業写真」（4月17日放送）
  - 脚本：小松江里子
  - 出演：藤田朋子、沢向要士ほか
- VOL.4「Love Wars」（4月24日放送）
  - 脚本：君塚良一
  - 出演：古村比呂、吉田光希、布川敏和、大竹一樹、三村勝和ほか
- VOL.5「最後の春休み」（5月1日放送）（I）
  - 脚本：小松江里子
  - 出演：深津絵里、武田真治、高樹澪、久我陽子ほか
- VOL.6「真珠のピアス」（5月8日放送）
  - 脚本：小松江里子
  - 出演：高樹沙耶、伊藤真美、彼方清ほか
- VOL.7「中央フリーウェイ」（5月15日放送）（I）
  - 脚本：君塚良一
  - 出演：桃井かおり、高橋一生ほか
- VOL.8「リフレインが叫んでる」（5月22日放送）
  - 脚本：小松江里子
  - 出演：富田靖子、小沢仁志、間寛平ほか
- VOL.9「GOOD LUCK AND GOOD BYE」（5月29日放送）（II）
  - 脚本：北川悦吏子
  - 出演：有森也実、妹尾洸ほか
- VOL.10「Miss BROADCAST」（6月5日放送）
  - 脚本：北川悦吏子
  - 出演：村上里佳子、田中隆三ほか
- VOL.11「月夜のロケット花火」（6月12日放送）（II）
  - 脚本：北川悦吏子
  - 出演：桜井幸子、坂井順子、宮下直紀、間寛平ほか
- VOL.12「メトロポリスの片隅で」（6月19日放送）
  - 脚本：小松江里子
  - 出演：七瀬なつみ、西川弘志、金田明夫
- VOL.13「魔法のくすり」（6月26日放送）
  - 脚本：北川悦吏子
  - 出演：河合美智子、西村和彦、比嘉ひとみほか
- VOL.14「冷たい雨」（7月3日放送）
  - 脚本：北川悦吏子
  - 出演：伊藤美紀、島崎和歌子ほか
- VOL.15「ANNIVERSARY」（7月10日放送）
  - 脚本：北川悦吏子
  - 出演：高岡早紀、保坂尚輝ほか
- VOL.16「雨の街を」（7月17日放送）
  - 脚本：君塚良一
  - 出演：水島かおり、四禮正明、矢木沢まりほか
- VOL.17「14番目の月」（7月24日放送）（I）
  - 脚本：君塚良一
  - 出演：湯江健幸、小松千春、山口純平、石田純子ほか
- VOL.18「ルージュの伝言」（7月31日放送）
  - 脚本：君塚良一
  - 出演：賀来千香子、松村彦次郎、喜多道枝、水島裕子ほか
- VOL.19「DESTINY」（8月7日放送）
  - 脚本：川上英幸
  - 出演：松本伊代、松永麗子、冨家規政、青木和代ほか
- VOL.20「ノーサイド」（8月14日放送）
  - 脚本：君塚良一
  - 出演：大島智子、藤タカシほか
- VOL.21「SWEET DREAMS」（8月21日放送）
  - 脚本：長川千佳子
  - 出演：成田路美、松下一矢、須永慶ほか
- VOL.22「ESPER」（8月28日放送）（II）
  - 脚本：君塚良一
  - 出演：間寛平、坂上香織、高島礼子、萩野崇、山崎満ほか
- VOL.23「5cmの向こう岸」（9月4日放送）（I）
  - 脚本：三浦和明
  - 出演：柳沢慎吾、中村基子ほか
- VOL.24「残暑」（9月11日放送）
  - 脚本：君塚良一
  - 出演：川越美和、相川恵里ほか
- VOL.25「埠頭を渡る風」（9月18日放送）
  - 脚本：吉田桃子[16]
  - 出演：森山祐子、冨家規政ほか
- VOL.26「CHINESE SOUP」（9月25日放送）
  - 脚本：北川悦吏子
  - 出演：宮崎ますみ、渡辺由紀ほか

### 「ユーミン・ドラマブックス」
放送終了翌月の1991年10月11日、単発ドラマ「ユーミン・ドラマブックス」が、同じTBS系列の「秋のドラマスペシャル」として放送された。3話のオムニバスで1話30分ほど。プロデューサーや演出家・脚本家は「ルージュの伝言」に携わっていた者が多い。
- 「やさしさに包まれたなら」
  - 脚本：??
  - 出演：高嶋政伸、石田ひかり、別所哲也、ほか
- 「リフレインが叫んでる」
  - 脚本：北川悦吏子
  - 出演：有森也実、東幹久、相原勇、ほか
- 「ノーサイド」
  - 脚本：君塚良一
  - 出演：明石家さんま、浅野ゆう子、ほか